# Nikolaj Lazarevič Kulakov
Nikolaj Lazarevič Kulakov (rusky Никола́й Ла́заревич Кулако́в), narozen 8. srpna 1880 na kozácké stanici Essentukskaja (rusky Ессентукская) v oblasti Těreckého vojska, Ruské impérium - zemřel v květnu 1945 v sovětském vyšetřovacím středisku NKVD v Bádenu u Vídně, v sovětské okupační zóně Rakouska, byl ruský kozák a ataman Těrského vojska bojující proti komunismu.

## Mládí
Narodil se v rodině kozáckého poddůstojníka (rusky Уря́дник). Byl vzděláván doma, což bylo u kozáků v té době běžné. Vojenskou službu nastoupil u 1. Volžského pluku od 14. března 1900. 
17. ledna 1904 získává hodnost mladšího poddůstojníka a dne 19. prosince 1904 se stává starším poddůstojníkem. Dne 14. ledna 1906 zůstal v armádě jako délesloužící poddůstojník. V červenci 1907 absolvoval vojenskou kozáckou školu pro praporčíky (rusky Подхорунжий) a podpraporčíkem se stal k 20. prosinci 1907. V roce 1912 byl převeden do zálohy.

## První světová válka
V první světové válce byl od jejího začátku od roku 1914. Byl mobilizován jako příslušník 1. Volžského pluku a účastnil se bojů od 25. září 1914 v hodnosti praporčík (rusky хорунжий). V průběhu bitvy v Karpatech byl 1. října 1914 raněn. Prošel celou válkou na východní frontě a v bojích na ní obdržel všechny svá vojenská vyznamenání:
- Řád svatého Jiří za chrabrost:
  - 4. stupně dne 30. listopadu 1914,
  - 3. stupně dne 1. června 1915,
  - 2. stupně podzim 1915,
  - 1. stupně dne 23. března 1916.
- Řád sv. Anny:
  - 4. stupně dne 28. června 1916,
  - 3. stupně dne 12. února 1917.
- Řád sv. Stanislava (ruské impérium):
  - 3. stupně dne 23. září 1916.

První světovou válku ukončil jako setník. 21. března 1918 po Brestlitevském míru byl demobilizován a vrátil se do rodné kozácké stanice.

## Ruská občanská válka

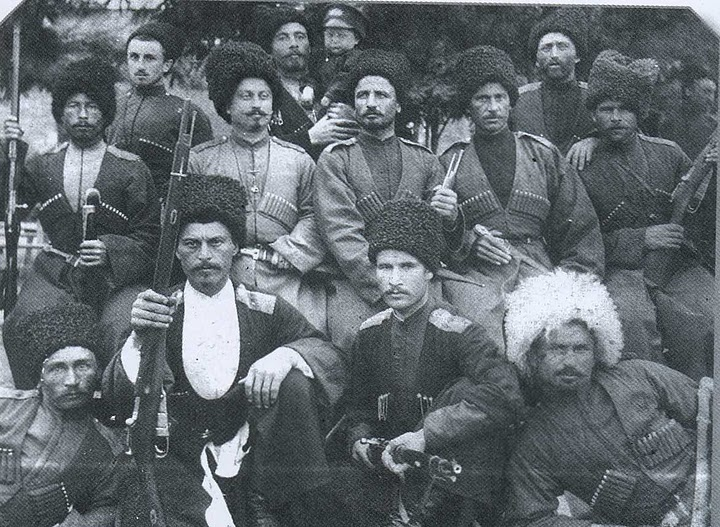
Kozáci 2. Gorsko-Mozdokského pluku Těreckého vojska

S těreckými kozáky bojoval proti bolševikům na jihu Ruska . Působil v oddíle plukovníka Škura a zúčastnil se bojů o Kislovodsk. 22. října 1918 se stal velitelem 2. setniny 1. Volžského pluku. 27. srpna 1919 byl povýšen na podesaula a poté esaula kozáckých vojsk. Na podzim 1919 byl raněn, ale pokračoval ve službě. 10. ledna 1920 dosáhl hodnosti vojskového staršiny (odpovídá podplukovníkovi).
Při ústupových bojích k černomořskému přístavu Novorossijsk v roce 1920 byl těžce raněn střepinou granátu do obou nohou v bitvě o vesničku Kagalinskaja. Silné mrazy, přetížená doprava a nedostatek řádné lékařské péče mu způsobily těžké utrpení. Do rukou kvalifikovaných lékařů se dostal pozdě až v lazaretním vlaku, a proto o obě nohy přišel. Jedna noha mu byla apmutována nad kolenem a druhá pod kolenem. S ohledem na jeho stav nebyl schopen evakuace a zůstal v přístavu. V očekávání smrti, ať už pro zranění, nebo z rukou rudých, ho našla jeho žena, která ho odvezla do rodné těrecké kozácké stanice a tím mu zachránila život. 

## Mezi válkami
Podařilo se jí ho vyléčit bez lékařské pomoci v jeho domě, kde měl ve sklepě připravenou skrýš. V ní se následujících dvanáct let až do roku 1932 skrýval bez základní léčebné péče a v neustálém strachu o svůj život a život své rodiny. Celou tu dobu nevycházel z domu. Hned den poté, co se už nevydržel skrývat a pokusil se o legalizaci svého pobytu, ho zatkla OGPU. S ohledem na jeho zbědovaný stav byli příslušníci sovětské tajné policie přesvědčeni, že brzy zemře a propustili ho. Žil pak dalších deset let ve své rodné kozácké stanici. Vyřezal si primitivní protézy a s pomocí hole byl schopen omezeného pohybu.

## Druhá světová válka
Příchod německé armády v roce 1942 přivítal jako osvobození. Byl zvolen atamanem své stanice a již v této době formoval kozácká vojska. Poté, co wehrmacht ustoupil z Kavkazu, rozhodl se aktivně zapojit do boje a nezůstat pod sovětskou mocí. V zimě 1942-1943 na saních překonal směrem na západ téměř tisíc kilometrů. V Poltavě na Ukrajině se přihlásil ve středisku nově vznikajících kozáckých útvarů na německé straně. Jeho příjezd se stal senzací, neboť se stal symbolem nezlomnosti kozáckého ducha. Stal se velitelem první těrské setniny a po jejím rozšíření se stal pochodovým atamanem těreckého kozáctva v sestavě wehrmachtu. Němečtí lékaři mu poskytli nové protézy, díky kterým byl schopen pohybu, byť s pomocí hole. 
Jako zástupce těrského kozáctva byl pozván do Berlína, kde působil v Hlavní správě kozáckých vojsk vedeném atamanem P. N. Krasnovem. Na svou žádost byl přeložen zpět ke svým kozákům. Po návratu se stal velitelem 6. těreckého pluku, který byl součástí pozdější XV. kozácké divize pod velením generála Pannwitze. S touto divizí se zúčastnil protipartyzánských operací na území bývalé Jugoslávie a dalších bojů s Rudou armádou na tomto území. Podle svědectví jeho druhů byl energický, plný elánu a s kozáky sdílel všechny obtíže v poli. Za to byl respektován nejen svými muži, ale i německými důstojníky.
Předsedal Kozáckému kongresu ve Virovitici ve dnech 25. až 29. března 1945, který odhlasoval spojení XV. kozáckého sboru s ozbrojenými složkami KONR. Velitelem štábu kozácké divize kongres jmenoval generálmajora Kononova a Kulakov byl povýšen na plukovníka.
Před koncem války byl odeslán na dovolenou do odpočinkového střediska blízko Innsbruku, kde pobýval i v době kapitulace německé armády. Byl přepaden sovětskými agenty SMERŠ a po urputném boji odvlečen do vězeňského zařízení v Badenu v sovětské okupační zóně Rakouska. Zde mu byly odebrány protézy a hůl, proto se k výslechům do patra musel plazit pomocí rukou. Útrapy a surové bití dozorci ve vězení měly za následek jeho smrt někdy v květnu 1945. Jeho jméno pak nefiguruje v žádném z procesů s ruskými vojáky bojujícími na německé straně.